# Araniella maderiana
Araniella maderiana är en spindelart som först beskrevs av Kulczynski 1905.  Araniella maderiana ingår i släktet Araniella och familjen hjulspindlar. Inga underarter finns listade i Catalogue of Life.